# Gabriel Luna
Gabriel Luna (Austin, 5 de dezembro de 1982) é um ator e produtor norte-americano. Ele é conhecido por seus papéis como Robbie Reyes / Motoqueiro Fantasma na série de super-heróis de ação da ABC, Agents of S.H.I.E.L.D., ambientada no Universo Cinematográfico Marvel, Tony Bravo na série dramática da El Rey Network, Matador, Paco Contreras na série dramática policial da ABC, Wicked  City, e Rev-9 no filme Terminator: Dark Fate (2019). Ele também estrelou os filmes Bernie (2011), Balls Out (2014), Freeheld (2015), Gravy (2015) e Transpecos (2016).

## Biografia
Gabriel Isaac Luna nasceu em Austin, Texas, em 5 de dezembro de 1982, o filho de Deborah Ann (nascida Perez) e Gabriel Lopez Luna. Seus pais eram ambos descendentes de mexicanos. Seu pai morreu aos 20 anos, três meses antes do nascimento de Luna, e ele foi criado por sua mãe. Ele frequentou a St. Edward's University em Austin, onde fez sua estreia no palco como Romeu em uma produção de Romeu e Julieta, e se formou em 2005.

## Carreira
Luna fez sua estreia na tela como Kristofer Rostropovich no filme dramático Fall to Grace, que estreou na South by Southwest em março de 2005. Ele então dublou para o jogo eletrônico de ficção científica BlackSite: Area 51, lançado em novembro de 2007. Luna é membro fundador da Paper Chairs Theatre Company, com sede em Austin. No palco em Austin, Luna interpretou Sergei Maxudov em Black Snow (2009), o personagem-título em Orestes (2009), e Clov em Endgame (2010). Por essas três apresentações, ele recebeu o prêmio de Melhor Ator Principal da Austin Critics Table em 2010.
Luna então estrelou como o personagem principal, Nate Hitchins, no filme dramático Dance with the One, que estreou na South by Southwest em março de 2010. No ano seguinte, ele teve um papel coadjuvante no filme de comédia negra Bernie, dirigido por Richard Linklater, que estreou no Festival de Cinema de Los Angeles em junho de 2011. Os créditos de Luna na televisão incluem papéis menores na série de drama da Fox, Prison Break (2008), o filme para televisão da HBO, Temple Grandin (2010), o drama-suspense Touch da Fox (2013) e o drama processual de ação da CBS, NCIS: Los Angeles (2013).
Em 2014, ele foi escolhido para o papel principal de Tony Bravo na série de televisão Matador, da El Rey Network. A série estreou em julho de 2014 e durou uma temporada de 13 episódios, terminando em outubro daquele ano. No mesmo ano, ele co-estrelou como Vinnie na comédia esportiva Balls Out, que estreou no Festival de Cinema de Tribeca em abril de 2014. Em seguida, Luna reapareceu como Miguel Gilb, um ex-amante do personagem de Taylor Kitsch, na segunda temporada da série dramática de antologia da HBO, True Detective, aparecendo em 3 episódios. Depois, ele co-estrelou o drama liderado por Julianne Moore e Elliot Page, Freeheld, dirigido por Peter Sollett, que estreou no Festival Internacional de Cinema de Toronto em setembro de 2015. Luna posteriormente teve um papel coadjuvante no filme de comédia Gravy, dirigido por James Roday, que foi lançado em outubro de 2015. Ele foi então escolhido para o papel de Paco Contreras, um detetive em busca de um assassino em série na Sunset Strip, no seriado policial Wicked City da ABC. A série estreou em outubro de 2015, mas foi cancelada após seu terceiro episódio; os episódios restantes foram lançados posteriormente através do Hulu.
No ano seguinte, ele estrelou como o agente de patrulha da fronteira Lance Flores no filme de suspense Transpecos, ao lado de Clifton Collins Jr. e Johnny Simmons. O filme estreou na South by Southwest em março de 2016. Em seguida, Luna apareceu como o piloto de motocicleta Eddie Hasha na minissérie do Discovery Channel, Harley and the Davidsons. Em julho do mesmo ano, foi anunciado que faria parte do elenco de Agents of S.H.I.E.L.D. na 4ª temporada como Robbie Reyes / Motoqueiro Fantasma. Ele foi indicado para Choice TV: Ator de Ação no Prêmios Teen Choice de 2017 por seu papel como Motoqueiro Fantasma. Luna teve um papel coadjuvante como Sr. Lawrence no filme Hala, ao lado de Jack Kilmer e Anna Chlumsky. Em abril de 2018, ele foi escalado como o vilão Rev-9 em Terminator: Dark Fate.
Em 2019, foi anunciado que Luna reprisaria seu papel de Robbie Reyes / Motoqueiro Fantasma de Agents of S.H.I.E.L.D. em uma série de televisão centrada no personagem que seria lançada no Hulu em 2020. Em 25 de setembro, foi relatado que o Hulu havia decidido não avançar na série.
Em abril de 2021, foi anunciado que Luna interpretaria Tommy Miller na adaptação para a televisão da HBO de The Last of Us, contracenando com Pedro Pascal e Bella Ramsey.

## Vida pessoal
Luna se casou com a atriz romena Smaranda Ciceu em 20 de fevereiro de 2011. Eles moram em Los Angeles.

## Filmografia

### Filmes
| Ano  | Título                | Papel                  | Notas |
| ---- | --------------------- | ---------------------- | ----- |
| 2005 | Fall to Grace         | Kristofer Rostropovich |       |
| 2010 | Dance with the One    | Nate Hitchins          |       |
| 2011 | Bernie                | Kevin                  |       |
| 2012 | Spring Eddy           | Eddy                   |       |
| 2014 | Balls Out             | Vinnie                 |       |
| 2015 | Freeheld              | Detetive Quesada       |       |
| 2015 | Gravy                 | Hector                 |       |
| 2016 | Transpecos            | Lance Flores           |       |
| 2019 | Hala                  | Sr. Lawrence           |       |
| 2019 | Terminator: Dark Fate | Rev-9                  |       |

### Televisão
| Ano       | Título                   | Papel                              | Notas                                        |
| --------- | ------------------------ | ---------------------------------- | -------------------------------------------- |
| 2008      | Prison Break             | Eduardo                            | Episódio: "Dirt Nap"                         |
| 2010      | Temple Grandin           | Inteligência de estudante          | Filmes para televisão; não creditado         |
| 2013      | Touch                    | Ted                                | Episódio: "Ghosts"                           |
| 2013      | NCIS: Los Angeles        | Estudante de geologia              | Episódio: "Descent"                          |
| 2014      | Matador                  | Tony Bravo                         | 13 episódios                                 |
| 2015      | True Detective           | Miguel Gilb                        | 3 episódios                                  |
| 2015      | Wicked City              | Paco Contreras                     | 8 episódios                                  |
| 2016      | Harley and the Davidsons | Eddie Hasha                        | Episódio: "Amazing Machine"                  |
| 2016–2017 | Agents of S.H.I.E.L.D.   | Robbie Reyes / Motoqueiro Fantasma | 10 episódios                                 |
| 2016      | Rosewood                 | Eddie Lunez                        | Episódio: "Eddie & the Empire State of Mind" |
| 2017      | Patti and Marina         | Cara com guitarra                  | Episódio: "Dating"                           |
| 2023      | The Last of Us           | Tommy                              | Filmando                                     |

### Teatro
| Ano  | Título     | Papel          | Local                    |
| ---- | ---------- | -------------- | ------------------------ |
| 2009 | Black Snow | Sergei Maxudov | Salvage Vanguard Theater |
| 2009 | Orestes    | Orestes        | The Off Center           |
| 2010 | Endgame    | Clov           | Larry L. King Theatre    |

### Jogos eletrônicos
| Ano  | Título             | Dublagem         | Notas |
| ---- | ------------------ | ---------------- | ----- |
| 2007 | BlackSite: Area 51 | Vozes adicionais |       |

## Prêmios e indicações
| Ano  | Prêmio                      | Categoria                              | Trabalho indicado               | Resultado | Refs   |
| ---- | --------------------------- | -------------------------------------- | ------------------------------- | --------- | ------ |
| 2010 | Austin Critics Table Awards | Melhor Ator Principal                  | Black Snow / Orestes / Endgame  | Venceu    | [ 9 ]  |
| 2016 | Nashville Film Festival     | Prêmio Especial do Júri de Melhor Ator | Transpecos                      | Venceu    |        |
| 2017 | Teen Choice Awards          | Choice TV: Ator de Ação                | Marvel's Agents of S.H.I.E.L.D. | Indicado  | [ 21 ] |